# The Faith
The Faith fue una de las primeras bandas estadounidenses de hardcore punk de Washington D. C., con fuertes conexiones con la escena del sello Dischord. 
A pesar de su limitada duración y discografía, The Faith fue una influencia fundamental en la escena de Washington D. C., destacando sus letras introspectivas con una voz áspera. Junto con Minor Threat, fueron actores clave en el desarrollo del hardcore, e incluso su –posterior– enfoque melódico influyó tanto en actos asociados (Rites of Spring, Embrace, Fugazi) como en generaciones posteriores, como Nirvana y Sonic Youth.

## Historia

### Existencia (1981–1983)
El cuarteto se formó en el verano de 1981 y contó con Alec MacKaye (The Intouchables) como vocal, Michael Hampton e Ivor Hanson (S.O.A., primera banda de Henry Rollins) como guitarrista y baterista, respectivamente, y Chris Bald como bajista. Su primer show fue en HB Woodlawn High School en noviembre del 1981. Alec describió el nombre como un tipo de sonido positivo, no negativo como tantos otros. Sentimos que (The) Faith era un nombre más fuerte que el macho. Queríamos algo más esperanzador y menos nihilista, a pesar de nuestro enfoque caótico y a veces destructivo en vivo.
Al llenar parte del vacío dejado por el hiato de Minor Threat, The Faith se convirtió rápidamente en una de las bandas más populares de DC. Después de grabar un demo en diciembre de 1981, lanzaron un split LP con la banda VOID. Fue lanzado por Dischord Records, un sello independiente local fundado por el hermano mayor de MacKaye, Ian MacKaye y Jeff Nelson (ambos de Minor Threat). La primera edición del disco se agotó en dos semanas. Presentaba la canción "You're X'd", que abordaba la filosofía straight edge (impulsada por Minor Threat y S.O.A.); fue una crítica a las personas que no tomaron en serio el movimiento y solo pretendieron seguirlo para simpatizar con otras personas. Los miembros declararon que se sentían bastante frustrados y enojados porque la gente tiende a comparar los dos lados del disco, lo cual es un poco tonto, lo habríamos revisado como dos bandas separadas, no comparando, en lugar de decir "Oh, Void es una locura y The Faith es hardcore típico aburrido". Nuestros enfoques de la música fueron tan diferentes que no tiene mucho sentido comparar los dos lados... nunca están lo suficientemente cerca como para compararlos, solo para contraste y para complementar.
El grupo dio su último show en agosto de 1983, aparecido el EP Subject to Change en diciembre, en vinilo de 12". Fue producido por Ian MacKaye y mostró un sonido "elaborado", hacia un territorio más melódico; esto gracias a la adición de Edward Janney (The Intouchables, Skewbald/Grand Union) como segunda guitarra, a finales de 1982. Según Ian: la gente era muy infeliz, simplemente amaban a esa banda.

### Proyectos posteriores
Después de la ruptura de The Faith, el guitarrista Eddie Janney formó Rites of Spring con Guy Picciotto; mientras que Hampton, Bald y Hanson se unieron a Embrace, con Ian en la voz. Cuando Embrace se separó a principios de 1986, Chris Bald se unió a Alec en Ignition; mientras que Janney se reunió con Michael Hampton para One Last Wish después de la ruptura de Rites of Spring (más tarde reformado como Happy Go Licky). Finalmente, Hampton y Hanson crearon Manifesto en 1991,  mientras que Alec cantó en The Warmers a mediados de los 90s.

## Miembros
- Alec MacKaye – voces (1981–1983)
- Michael Hampton – guitarras (1981–1983)
- Edward Janney – guitarras (1982–1983)
- Chris Bald – bajo (1981–1983)
- Ivor Hanson – batería (1981–1983)

## Discografía
- Faith/Void Split 12" (Dischord, 1982)
- Subject to Change 12" EP (Dischord, 1983)

Aparicones en compilatorios
- "Subject to Change" y "No Choice" (demo) – 20 Years of Dischord (2002)